# Isaiah Miles
Isaiah Miles (Baltimora, 9 giugno 1994) è un cestista statunitense, professionista in Europa.

## Palmarès

### Squadra
- Lega Balcanica: 1

Hapoel Holon: 2020-2021

### Individuale
- MVP Lega Balcanica: 1

Hapoel Holon: 2020-2021